# Leopoldo De Renzis
Leopoldo De Renzis (Teano, 1749 – Napoli, 12 dicembre 1799) è stato un militare italiano, Ministro della Guerra e della Marina della Repubblica Napoletana.

## Biografia
Esponente della famiglia che aveva avuto come capostipite Cola di Rienzo, Leopoldo De Renzis nacque a Teano ed apparteneva al ramo dei baroni di Montanaro e tenutari di Francolise.
Dalle poche notizie biografiche disponibili sul suo conto, si deriva che sia stato allievo della Scuola militare Nunziatella, e che vi abbia conosciuto alcuni tra i protagonisti dei moti repubblicani di diversi anni dopo, come il lontano parente Carlo Lauberg, Gabriele Manthoné e Pasquale Baffi.
Come ufficiale dei Dragoni, partecipò agli scontri presso Velletri contro le truppe del generale Championnet, dopo la disfatta dell'esercito napoletano nella battaglia di Civita Castellana. In seguito alla dissoluzione dell'esercito, ed alla fuga di Ferdinando IV di Borbone in Sicilia sotto protezione inglese, De Renzis fu congedato e riparò inizialmente a Terracina. Recatosi a Napoli, vi incontrò Lauberg, che era tornato in Italia dall'esilio al seguito delle truppe francesi, ed insieme a suo fratello Stanislao De Renzis fu inserito nel governo della neonata Repubblica Partenopea. In particolare, Stanislao ricevette l'incarico di Ministro dell'Interno, e Leopoldo di Ministro della Guerra. Il 29 marzo 1799 Stanislao, dalla salute già precaria, morì, e pertanto Leopoldo andò a Capua ed ingiunse alla vedova e ai figli di lasciare la città e di raggiungerlo a Napoli.
Durante il suo incarico di governo, Leopoldo De Renzis collaborò attivamente con Francesco Caracciolo a ricostruire una parvenza di marina da guerra, armando con cannoni alcune zattere e tartane e riuscendo ad impedire lo sbarco immediato degli inglesi a Procida. Si adoperò inoltre per riorganizzare le truppe napoletane disperse nelle campagne, e a convincerle a prestare servizio per la Repubblica.
Con il volgere al termine del 1799, Championnet abbandonò Napoli, lasciando i repubblicani alla mercé delle forze dell'Esercito della Santa Fede, capitanate dal cardinale Fabrizio Ruffo. Nel frattempo, a Capua tutte le proprietà di famiglia, comprese quelle del fratello Stanislao, furono saccheggiate, lasciando senza mezzi i superstiti.
De Renzis partecipò alla difesa del Maschio Angioino, rimanendovi gravemente ferito. Catturato, fu condannato a morte per crimini contro lo stato e giacobinismo, e portato all'esecuzione in piazza del Mercato su una sedia, dato che non era in grado di camminare. È incerto se fu impiccato o decapitato, ma in ogni caso la sua salma fu gettata in una fossa comune nella vicina chiesa del Carmine.